# Pankararé
Pankararé (Pancararé), pleme ameičkih Indijanaca iz istočnobrazilske države Bahia; 1,200 pripadnika (1995 AMTB). Nekad su živjeli i na području Pernambuca, danas na rezervatu Pankararé u općinama Paulo Alfonso i Rodelas (200; 1989), te kod grada Brejo do Burgo u općinama Glória, Paulo Alfonso i Rodelas (1.000; 1989). Svoga jezika su zaboravili, i danas se služe portugalskim. Nisu isto što i Pankararu i Pankaru. 

## Vanjske poveznice
- Pankararé  Arhivirana inačica izvorne stranice od 13. rujna 2008. (Wayback Machine)